# Delia Da Mocogno
Delia Da Mocogno (* 11. Juli 2004) ist eine Schweizer Mountainbikerin aus Erstfeld im Kanton Uri.

## Sportliche Laufbahn
Da Mocognos Karriere begann 2021, als sie den Schweizer Meistertitel in der U19-Downhill-Kategorie gewann. 2024 erreichte sie einen weiteren Meilenstein: In Laax wurde sie Schweizer Meisterin in der Enduro-Elitekategorie. Beim gleichen Rennen gewann sie mit über 30 Sekunden Vorsprung auf die Zweitplatzierte.
Im selben Jahr nahm Da Mocogno an den ersten offiziellen Mountainbike-Enduro-Weltmeisterschaften in Val di Fassa teil und erreichte den 8. Platz. Sie war damit die beste Schweizerin im gesamten Feld.
Seit 2025 ist sie Teil von YT Racing Development.

## Erfolge
2021
 Schweizer Meisterin (Junioren) – Downhill
2024
 Schweizer Meisterin – Enduro